# Anden San Ildefonso-traktat
Den Anden San Ildefonso Traktat blev underskrevet den 19. august 1796 mellem Spanien og Frankrig. Traktaten aftalte at Frankrig og Spanien skulle være allierede og slå deres styrker sammen mod Det Britiske Imperium. 